# مكراندة متباينة الأوراق
المكراندة المتباينة الأوراق (الاسم العلمي:Micrandra heterophylla) هي نوع من النباتات تتبع جنس المكراندة من الفصيلة الفربيونية.